# Markt 15 (Quedlinburg)

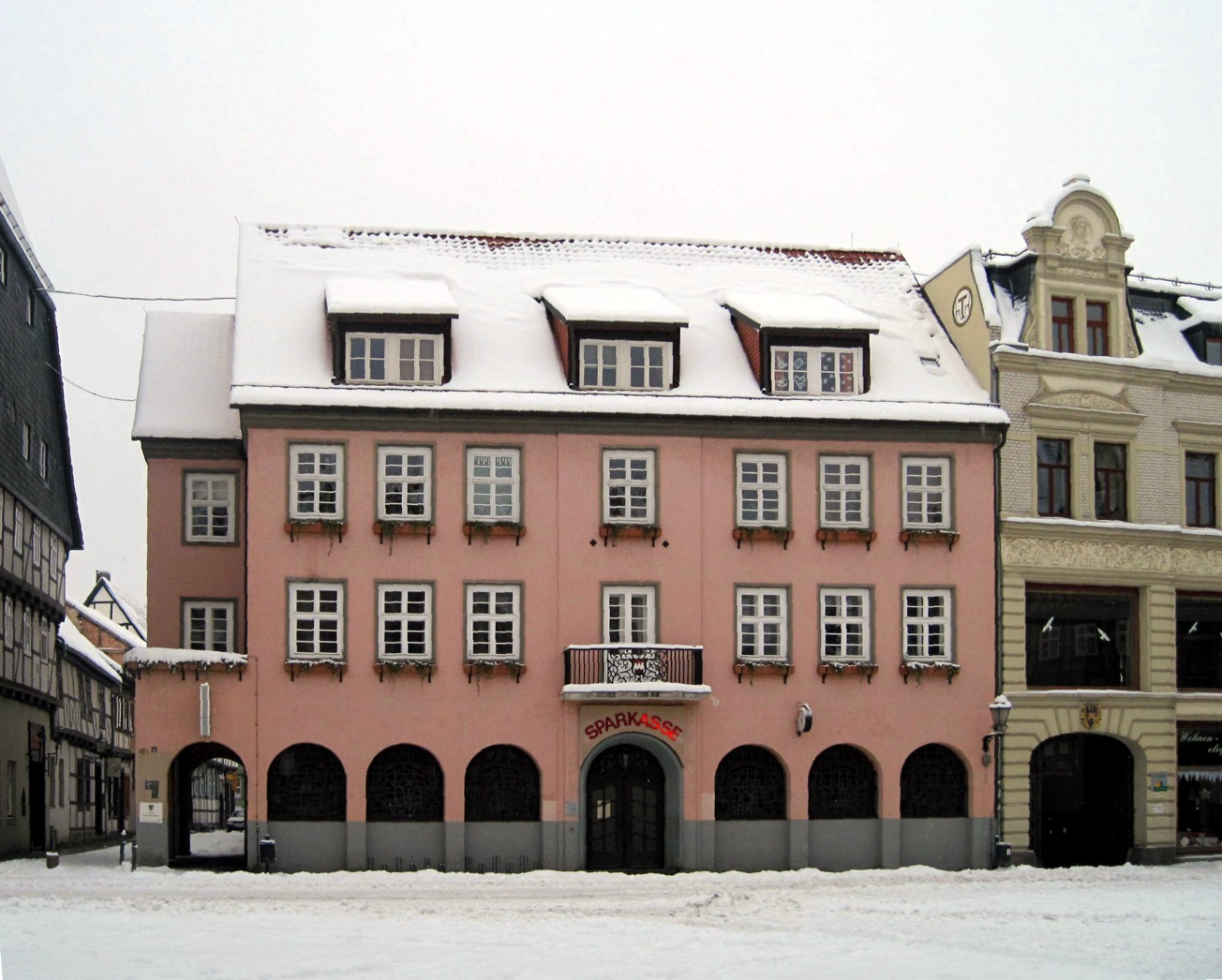
Markt 15

Das Haus Markt 15 ist ein denkmalgeschütztes Gebäude in der Stadt Quedlinburg in Sachsen-Anhalt. 

## Lage
Das Gebäude befindet sich an der Westseite des Marktplatzes der Stadt in einer städtebaulich bedeutenden Ecklage. Südlich des Hauses mündet die Hohe Straße auf den Markt. Etwas weiter südlich befindet sich das historische Lohgerberhaus, direkt nördlich grenzt das gleichfalls denkmalgeschützte Wohn- und Geschäftshaus Markt 16 an.

## Architektur
Das Haus entstand 1934/1935 an der Stelle des historischen und stadtgeschichtlich bedeutsamen Bürgerhofs Zum Goldenen Stern, das auch als Bürgerhaus des Kaufmanns und Zuckerfabrikanten G.C. Hanewald gedient hatte. Bauherr des Neubaus war die Stadtsparkasse. Die Einweihung erfolgte 1935. Nach dem Zweiten Weltkrieg wurde der Sparkassenbetrieb im Haus am 18. August 1946 wieder aufgenommen. Noch heute betreibt die Harzsparkasse dort eine Filiale. Die Pläne zum Haus entwarf der Architekt Herbert Puls. Es entstand ein schlichter, dreigeschossiger Putzbau, der über architektonisch bemerkenswerten Details verfügt. So ist dem Erdgeschoss ein Arkadengang vorgelagert, der mit Buntglasfenstern versehen wurde. Im Quedlinburger Denkmalverzeichnis ist das Haus als Bankgebäude eingetragen.
Im Jahr 1996 erfolgten bauliche Veränderungen.